# Hugo Waser
Hugo Waser (Stansstad, 9 de agosto de 1936) es un deportista suizo que compitió en remo. Es hermano del también remero Adolf Waser.
Participó en tres Juegos Olímpicos de Verano entre los años 1960 y 1968, obteniendo una medalla de bronce en México 1968 en la prueba de cuatro con timonel. Ganó una medalla de bronce en el Campeonato Mundial de Remo de 1962 y una medalla de bronce en el Campeonato Europeo de Remo de 1969.

## Palmarés internacional
| Juegos Olímpicos   | Juegos Olímpicos          | Juegos Olímpicos  | Juegos Olímpicos   |
| Año                | Lugar                     | Medalla           | Prueba             |
| ------------------ | ------------------------- | ----------------- | ------------------ |
| 1968               | Ciudad de México (México) | Medalla de bronce | Cuatro con timonel |
| Campeonato Mundial |                           |                   |                    |
| Año                | Lugar                     | Medalla           | Prueba             |
| 1962               | Lucerna (Suiza)           | Medalla de bronce | Dos sin timonel    |
| Campeonato Europeo |                           |                   |                    |
| Año                | Lugar                     | Medalla           | Prueba             |
| 1969               | Klagenfurt (Austria)      | Medalla de bronce | Cuatro con timonel |